# Districten van Swaziland
Swaziland is verdeeld in vier districten (tifundza/district):
| # | District   | Hoofdstad | Opp. (km²) | Inw. (1997) | Kaart                    |
| - | ---------- | --------- | ---------- | ----------- | ------------------------ |
| 1 | Hhohho     | Mbabane   | 3569       | 247.539     | Districten van Swaziland |
| 2 | Lubombo    | Siteki    | 5945       | 190.617     | Districten van Swaziland |
| 3 | Manzini    | Manzini   | 4070       | 276.636     | Districten van Swaziland |
| 4 | Shiselweni | Hlatikulu | 3779       | 198.084     | Districten van Swaziland |

De districten zijn verder ingedeeld in ontmoetingsplaatsen (inkhundla) en hoofdmanschappen (imiphakatsi/chiefdom).

Voor de onafhankelijkheid van Swaziland in 1968 was het land onderverdeeld in zes districten: Bremersdorp, Hlatikulu, Mankaiana, Mbabane, Piggs Peak en Stegi.